# Sept-Vents
Sept-Vents – miejscowość i dawna gmina we Francji, w regionie Normandia, w departamencie Calvados. W 2013 roku liczba ludności wynosiła 423 mieszkańców. 
W dniu 1 stycznia 2017 roku z połączenia czterech ówczesnych gmin – Dampierre, La Lande-sur-Drôme, Saint-Jean-des-Essartiers oraz Sept-Vents – utworzono nową gminę Val-de-Drôme. Siedzibą gminy została miejscowość Sept-Vents. 